# Palazzo di Giustizia della contea di Otsego
Il Palazzo di Giustizia della contea di Otsego è uno storico edificio della città di Cooperstown nella contea di Otsego nello Stato di New York.

## Storia
Il palazzo venne eretto nel 1880 secondo il progetto dell'architetto Archimedes Russell.
È iscritto nel registro nazionale dei luoghi storici dal 20 giugno del 1972.

## Descrizione
Si tratta di un edificio elevato su due piani e mezzo realizzato in mattone e pietra, poggiato su di un basamento in concio. È caratterizzato dalla presenza di una torre campanaria. La facciata principale è dominata da una grande vetrata.